# Všeobecné volby ve Spojeném království v lednu 1910
Všeobecné volby ve Spojeném království v lednu 1910 se konaly od 15. ledna–10. února 1910. Konaly se v návaznosti na ústavní krizi vzniklou bezprecedentním vetováním rozpočtu Sněmovnou lordů.

## Pozadí
Pro roky 1909 a 1910 navrhl ministr financí David Lloyd George „lidový rozpočet“, ve kterém rozšiřoval státní sociální politiku. Rozpočet zvýšil daň z příjmů, též zavedl progresivní daň z vysokých příjmů. Obzvlášť velký odpor vyvolala pozemková daň. Rozpočet vyvolal konflikt s vlastníky pozemků a aristokracií obecně.
Ta jej ve Sněmovně lordů zamítla, čímž ale porušila stovky let starý precedens, který lordům veto rozpočtu zakazoval. Situace vyústila v otevřenou ústavní krizi, která vedla v lednu 1910 k všeobecným volbám. V nich Liberální strana ztratila velkou většinu z voleb předchozích a musela se spoléhat na podporu Irské parlamentní strany a labouristů. Nad Konzervativní a Liberálně unionistickou stranou měli liberálové převahu pouze dvou křesel. Premiér Herbert Henry Asquith podal po čase demisi a liberálové se svými spojenci začali usilovat o reformu limitující práva Sněmovny lordů. Asquith tedy od krále Jiřího V. požadoval záruku, že král jmenuje dostatek liberálních peerů pro prosazení reformy v horní sněmovně. Ten souhlasil pouze za podmínky nových voleb, které se uskutečnily v prosinci 1910.

## Výsledky
| 274        | 272           | 71  | 40  | 8   | 5 |
| Liberálové | Konzervativci | IPP | Lab | AFI | O |

| Strana | Strana                              | Lídr                  | Mandáty | Mandáty | Mandáty | Hlasy     | Hlasy |
| Strana | Strana                              | Lídr                  | Počet   | v %     | +/-     | Počet     | v %   |
| ------ | ----------------------------------- | --------------------- | ------- | ------- | ------- | --------- | ----- |
|        | Konzervativci a liberální unionisté | Arthur Balfour        | 272     | 40,6%   | ▲ 116   | 2 919 236 | 46,8% |
|        | Liberální strana                    | Herbert Henry Asquith | 274     | 40,9%   | ▼ 123   | 2 712 511 | 43,5% |
|        | Labouristická strana                | Arthur Henderson      | 40      | 6,0%    | ▲ 11    | 435 770   | 7,0%  |
|        | Irská parlamentní strana            | John Redmond          | 71      | 10,6%   | ▼ 11    | 74 047    | 1,2%  |
|        | All-for-Ireland                     | William O’Brien       | 8       | 1,2%    | ▲ 8     | 23 605    | 0,4%  |
|        | nezávislí nacionalisté              | -                     | 3       | 0,5%    | ▲ 2     | 16 533    | 0,3%  |
|        | Sociálně demokratická federace      | H. M. Hindman         | 0       | 0%      | ▬ 0     | 13 479    | 0,2%  |
|        | nezávislí konzervativci             | -                     | 1       | 0,1%    | ▬ 0     | 11 772    | 0,2%  |
|        | Free Trader                         | John Eldon Gorst      | 0       | 0%      | ▬ 0     | 11 553    | 0,2%  |
|        | nezávislí labouristé                | -                     | 0       | 0%      | ▼ 1     | 9 936     | 0,2%  |
|        | nezávislí liberálové                | -                     | 1       | 0,1%    | ▲ 1     | 5 237     | 0,1%  |
|        | Scottish Prohibition                | Edwin Scrymgeour      | 0       | 0%      | ▬ 0     | 756       | 0,0%  |

| \| Hlasy \| Hlasy \| Hlasy \| Hlasy \| Hlasy \| \| ------------- \| ------------- \| ----- \| ------ \| ------ \| \| \| \| \| \| \| \| Konzervativci \| Konzervativci \| \| 46,8 % \| 46,8 % \| \| Liberálové \| Liberálové \| \| 43,5 % \| 43,5 % \| \| Labouristé \| Labouristé \| \| 7,0 % \| 7,0 % \| \| IPP \| IPP \| \| 1,2 % \| 1,2 % \| \| nezávislí \| nezávislí \| \| 0,7 % \| 0,7 % \| \| ostatní \| ostatní \| \| 0,8 % \| 0,8 % \| |               |  |        |        |
| Hlasy |               |  |        |        |
| |               |  |        |        |
| Konzervativci | Konzervativci |  | 46,8 % | 46,8 % |
| Liberálové | Liberálové    |  | 43,5 % | 43,5 % |
| Labouristé | Labouristé    |  | 7,0 %  | 7,0 %  |
| IPP | IPP           |  | 1,2 %  | 1,2 %  |
| nezávislí | nezávislí     |  | 0,7 %  | 0,7 %  |
| ostatní | ostatní       |  | 0,8 %  | 0,8 %  |

| \| Mandáty \| Mandáty \| Mandáty \| Mandáty \| Mandáty \| \| --------------- \| --------------- \| ------- \| ------- \| ------- \| \| \| \| \| \| \| \| Liberálové \| Liberálové \| \| 40,9 % \| 40,9 % \| \| Konzervativci \| Konzervativci \| \| 40,6 % \| 40,6 % \| \| IPP \| IPP \| \| 10,6 % \| 10,6 % \| \| Labouristé \| Labouristé \| \| 6,0 % \| 6,0 % \| \| All-for-Ireland \| All-for-Ireland \| \| 1,2 % \| 1,2 % \| \| nezávislí \| nezávislí \| \| 0,8 % \| 0,8 % \| |                 |  |        |        |
| Mandáty |                 |  |        |        |
| |                 |  |        |        |
| Liberálové | Liberálové      |  | 40,9 % | 40,9 % |
| Konzervativci | Konzervativci   |  | 40,6 % | 40,6 % |
| IPP | IPP             |  | 10,6 % | 10,6 % |
| Labouristé | Labouristé      |  | 6,0 %  | 6,0 %  |
| All-for-Ireland | All-for-Ireland |  | 1,2 %  | 1,2 %  |
| nezávislí | nezávislí       |  | 0,8 %  | 0,8 %  |